# 능허대중학교
능허대중학교(凌虛臺中學校)는 대한민국 인천광역시 연수구 송도동에 있는 공립 중학교이다.

## 학교 연혁
- 2005년 3월 2일 : 제1회 입학(5학급 204명)
- 2008년 2월 14일 : 제1회 졸업(3학년 5학급 191명)
- 2017년 2월 10일 : 제10회 졸업(5학급 110명) 누계 1,946명
- 2017년 3월 1일 : 휴교(~ 2019. 2. 28.)
- 2019년 3월 1일 : 이전 개교(15학급 385명)
- 2024년 1월 8일 : 제15회 졸업(10학급 343명) 누계 3,070명
- 2024년 3월 4일 : 제18회 입학(10학급 354명)

## 참고 자료
- 능허대중학교 - 한국교육학술정보원 학교알리미